# 1603
1603 (MDCIII) byl rok, který dle gregoriánského kalendáře započal středou.

## Události
- 24. března
  - Po 45 letech vlády zemřela anglická královna Alžběta I., poslední z dynastie Tudorovců a na trůn nastoupil skotský král Jakub I. Stuart z rodu Stuartovců. Anglické a skotské království tak bylo sjednoceno v personální unii (Unie Korun).
  - V Japonsku byl po dlouholetých občanských nepokojích ustaven šógunát Tokugawa. Prvním šógunem se stal Iejasu Tokugawa a začalo období Edo, trvající 264 let.
- 22. prosince – Zemřel osmanský sultán Mehmed III. a novým sultánem se stal jeho nezletilý syn Ahmed I.

### Probíhající události
- 1568–1648 – Nizozemská revoluce
- 1568–1648 – Osmdesátiletá válka
- 1585–1604 – Anglo-španělská válka
- 1593–1606 – Dlouhá turecká válka
- 1600–1611 – Polsko-švédská válka

## Narození

### Česko
- Vavřinec Benedikt Mecer, primátor Třeboně († 1683)

### Svět

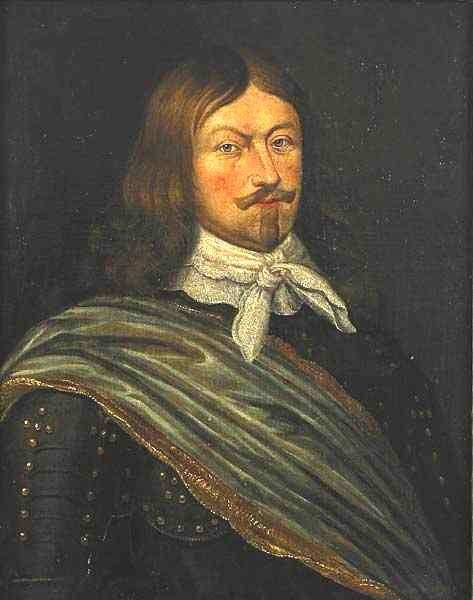
Lennart Torstenson (* 17. srpna)

- 02. února – Louise de Bourbon, francouzská šlechtična († 9. září 1637)
- 14. února – Eleonora Žofie Šlesvicko-Holštýnsko-Sonderburská, členka dánské královské rodiny († 5. ledna 1675)
- 19. dubna – Michel Le Tellier, kancléř Francie († 30. října 1685)
- 17. června – Svatý Josef Kopertinský, františkánský mnich, patron letců († 18. září 1663)
- 23. června – Abel Tasman, nizozemský obchodník a mořeplavec († 10. října 1659)
- 16. srpna – Adam Olearius, německý cestovatel a geograf († 22. února 1671)
- 17. srpna – Lennart Torstenson, švédský polní maršál († 7. dubna 1651)
- 03. září – Jan Jonston, polský přírodovědec a protestantský filozof († 8. června 1675)
- 16. listopadu – Augustyn Kordecki, polský paulínský kněz († 20. března 1673)
- 21. prosince – Roger Williams, novoanglický protestantský duchovní a zakladatel kolonie Rhode Island († 1683)
- neznámé datum
  - Taddeo Barberini, italský šlechtic († 1647)
  - Cornelio Malvasia, italský šlechtic a astronom († 1664)
  - Cornelis Bloemaert, nizozemský malíř a rytec († 28. září 1692)
  - Aernout van der Neer, nizozemský malíř († 9. listopadu 1677)
  - Herman van Swanevelt, vlámský barokní malíř a rytec († 1655)
  - Peter Benický, slovenský básník († 8. února 1664)
  - Francesco Furini, italský barokní malíř z Florencie († 19. srpna 1646)
  - Sultanzade Mehmed Paša, osmanský princ z ženské linie rodu († červenec 1646)

## Úmrtí

### Česko
- Jeroným mladší Hrobčický z Hrobčic, šlechtic, držitel manětínského panství (* před 1556)
- Viktorín Šlik, šlechtic (* ?)

### Svět

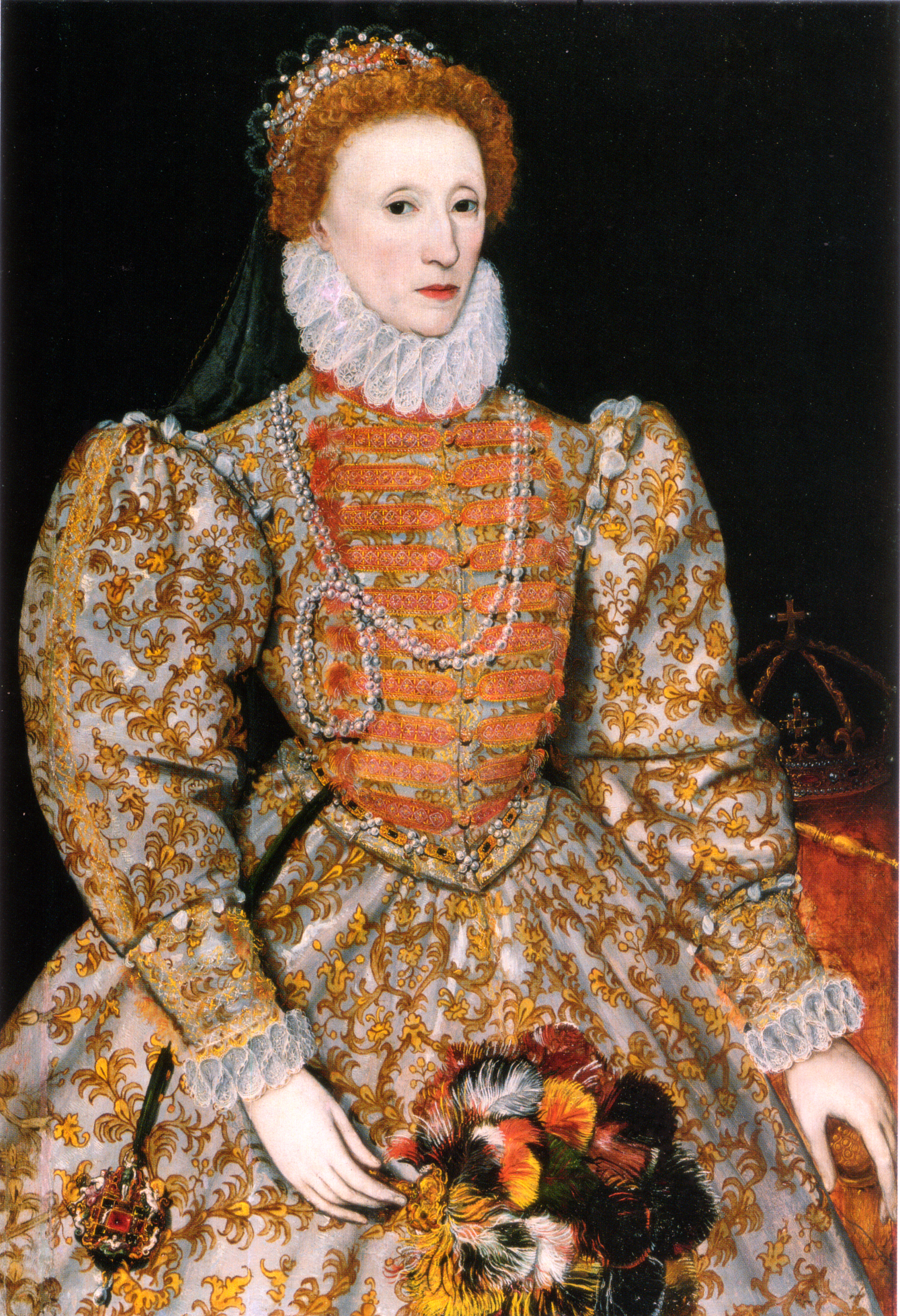
Alžběta I. († 24. března)

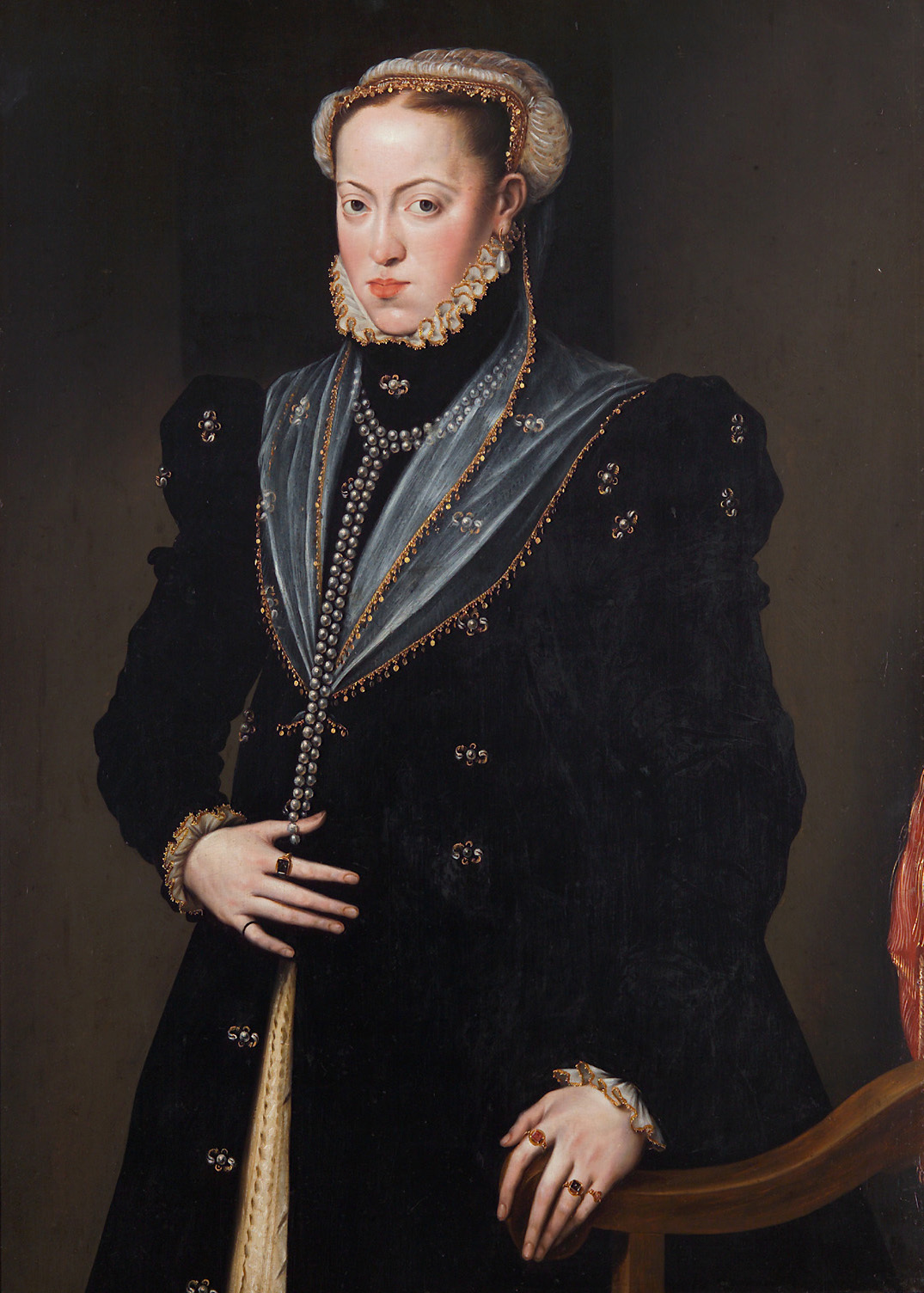
Marie Španělská († 26. února)

- 12. ledna – Mathurin de Montalais, francouzský šlechtic, děd Nicole-Anne Constance de Montalais
- 23. února
  - Andrea Cesalpino, italský filozof a botanik (* 6. června 1519)
  - François Viète, francouzský matematik (* 1540)
- 26. února – Marie Španělská, česká královna, manželka císaře Maxmiliána II. (* 21. června 1528)
- 14. března – Oldřich III. Meklenburský, vévoda z Meklenburku (* 5. března 1527)
- 24. března – Alžběta I., anglická a irská královna (* 7. září 1533)
- 25. dubna – Jiří Fridrich Braniborsko-Ansbašský, německý šlechtic z rodu Hohenzollernů (* 5. dubna 1539)
- 02. června – Bernard z Wąbrzeźna, polský římskokatolický kněz, benediktin (* 25. února 1575)
- 22. června – Łukasz Górnicki, polský spisovatel a básník (* 1527)
- 04. července – Philippe de Monte, vlámský hudební skladatel (* 1521)
- 07. července – Šehzade Mahmud, syn osmanského sultána Mehmeda III. (* asi 1587)
- 18. října – Yemişçi Hasan Paša, osmanský velkovezír (* 1535)
- 29. října – Irina Godunovová, ruská carevna (* 1557)
- 16. listopadu – Pierre Charron, francouzský teolog a idealistický filosof (* 1541)
- 30. listopadu – William Gilbert, anglický lékař a vědec (* 24. května 1544)
- 04. prosince – Marten de Vos, vlámský malíř (* 1532)
- 21. prosince – Mehmed III. Spravedlivý, 13. osmanský sultán (* 26. května 1566)
- neznámé datum
  - duben – Giacomo Giovanni Billiverti, italský zlatník původem z Vlámska (* 1550)
  - Pieter Pietersz starší, holandský renesanční malíř (* 1540)
  - Wangčhug Dordže, 9. karmapa školy Karma Kagjü (* 1556)
  - Khanum Sultan Begum, mughalská princezna a dcera císaře Akbara (* 21. listopadu 1569)

## Hlavy států
- Anglie – Alžběta I. (1558–1603) / Jakub I. Stuart (1603–1625)
- Francie – Jindřich IV. (1589–1610)
- Habsburská monarchie – Rudolf II. (1576–1612)
- Osmanská říše – Mehmed III. (1595–1603) / Ahmed I. (1603–1617)
- Polsko-litevská unie – Zikmund III. Vasa (1587–1632)
- Rusko – Boris Godunov (1598–1605)
- Španělsko – Filip III. (1598–1621)
- Švédsko – Karel IX. (1599–1611)
- Papež – Klement VIII. (1592–1605)
- Perská říše – Abbás I. Veliký